# Comuna de Bakałarzewo
Bakałarzewo (polaco: Gmina Bakałarzewo) é uma gminy (comuna) na Polónia, na voivodia de Podláquia e no condado de Suwałki.  A sede do condado é a cidade de 1999.
De acordo com os censos de 2004, a comuna tem 3087 habitantes, com uma densidade 25,1 hab/km².

## Área
Estende-se por uma área de 123,01 km², incluindo:
- área agricola: 75%
- área florestal: 14%

## Demografia
Dados de 30 de Junho 2004:
|                      | Total   | Total | Mulheres | Mulheres | Homens  | Homens |
| -------------------- | ------- | ----- | -------- | -------- | ------- | ------ |
|                      | pessoas | %     | pessoas  | %        | pessoas | %      |
| População            | 3087    | 100   | 1502     | 48,7     | 1585    | 51,3   |
| Densidade (pop./km²) | 25,1    | 100   | 12,2     | 12,2     | 12,9    | 12,9   |

De acordo com dados de 2002, o rendimento médio per capita ascendia a 1463,82 zł.

## Comunas vizinhas
- Filipów, Olecko, Raczki, Suwałki, Wieliczki